# 마지막 대결
"마지막 대결"은 한국에서 제작된 이상구 감독의 1974년 영화이다. 안길원 등이 주연으로 출연하였고 박종찬 등이 제작에 참여하였다.

## 출연

### 주연
- 안길원
- 김진희
- 이일웅